# Concile de Mayence (813)
Le concile de Mayence s'est ouvert le 9 juin 813 dans le cloître de l'abbaye Saint-Alban devant Mayence. Le concile est l'un des cinq conciles régionaux réunis par Charlemagne en 813.
Il s'y trouva en tout trente évêques, vingt-cinq abbés, et plusieurs laïques, comtes et juges. Les présidents de l'assemblée furent Hildebold, archevêque du sacré palais, Richulf, archevêque de Mayence, Arnon, archevêque de Salzbourg, et Bernaire, évêque de Worms. Pour régler plus aisément toutes les affaires, on divisa l'assemblée en trois groupes, dont le premier, celui des évêques, devait s'appliquer à la conservation de la discipline ecclésiastique ; la seconde, des abbés et des moines, que l'on chargea de chercher les moyens de rétablir l'observance monastique ; et la troisième, des comtes et des juges chargés d'examiner les lois séculières, et de rendre justice à tous ceux qui se présenteraient.
Le concile de Mayence ordonne la création d’écoles rurales pour la formation des prêtres. De nombreuses bibles sont éditées (Bible d'Alcuin, Bible critique de Théodulf). L'interdiction de se marier pour cause de consanguinité est élargie aux cousins issus de germains. Ce concile ordonna cinquante-cinq canons. Les fêtes d'obligation sont : la Semaine sainte et le jour de Pâques, l'Ascension, la Pentecôte, Saint-Pierre et Saint-Paul, Saint-Jean-Baptiste, l'Assomption de Marie, Saint-Michel, Saint-Rémi, Saint-Martin, Saint-André. Noël, quatre jours : l'octave du Seigneur, son Épiphanie, la fête de la purification de la Vierge Marie, les fêtes des martyrs et des confesseurs, dont les reliques sont en chaque diocèse, et la Dédicace de l'Église, avec tous les dimanches de l'année.
La commémoration de l’Assomption de Marie fut alors érigée en fête d'obligation.